# Simén Dániel
Simén Dániel (Korond, 1903. február 13. – Kolozsvár, 1969. február 25.) erdélyi magyar unitárius lelkész, egyházi író.

## Életútja, munkássága
Középiskolai tanulmányait a székelykeresztúri Unitárius Gimnáziumban végezte; a Magyar Unitárius Egyház Teológiai Akadémiáján 1928-ban szerzett lelkészi diplomát. Kinevezték ugyan korondi segédlelkésznek, de az év szeptember végétől Berkeleyben (Kalifornia) a Pacific School for the Ministry lelkészképző intézetben folytathatta tanulmányait, ahol 1931-ben Master of Theology fokozatot szerzett. Ezt követően 1931–33 között Chicagóban a Meadville Lombard Teológiai Intézetben tanult.
Hazatérése után 1934-ben Fogarason lett segédlelkész, majd 1936-tól Lupényban rendes lelkész; 1940-től Kolozsvárt az unitárius teológia tanára: a gyakorlati teológia előadója; 1942-ben a Ferenc József Tudományegyetemen tanári vizsgát is tett, 1945-ben neveléstudományból és lélektanból doktorált. 1947-ben az Unitárius Egyház főjegyzőjévé választották, 1959-ig volt tanár és egyházi főjegyző, ekkor Erdő János és Lőrinczi Mihály tanártársaival együtt koholt vádak alapján hét év börtönbüntetésre ítélték. 1964-ben szabadult, utána Aranyosgyéresen volt lelkész haláláig.
Cikkeit, tanulmányait a Keresztény Magvető, Kévekötés, Unitárius Naptár, Unitárius Szószék közölte. Fordításában jelent meg Simons Minot Egy modern Istenhit c. műve (Kolozsvár, 1937).

## Kötetei
- A lélek megszólal. Beszédek és ágendák (Székelyudvarhely, 1936)
- A lélek problémái (Székelyudvarhely, 1939)
- Öntudatos unitárizmus. Korszerű kérdések; Pallas Ny., Kolozsvár, 1941
- Reformáció és unitárizmus; Lengyel Ny., Kolozsvár, 1943